# Peritrox nigromaculatus
Peritrox nigromaculatus är en skalbaggsart som beskrevs av Aurivillius 1920. Peritrox nigromaculatus ingår i släktet Peritrox och familjen långhorningar.
Artens utbredningsområde är Paraguay. Inga underarter finns listade i Catalogue of Life.